# Hamo le Strange
Hamo le Strange (auch Heimon Lestrange oder Hamo L’Estrange, latein: Hamo Extraneus, † Ende 1272 oder Anfang 1273) war ein englischer Kreuzritter und durch Ehe Herr von Beirut im Königreich Jerusalem.

## Herkunft und Rolle im Krieg der Barone
Hamo le Strange war der zweite von vier Söhnen von John (III.) le Strange und dessen Gattin Lucy, einer Tochter von Robert Tresgoz. Sein Vater war ein Marcher Lord mit Besitzungen in den Welsh Marches. Als jüngerer Sohn gehörte le Strange 1257 zum Gefolge des Thronfolgers Eduard. Wie zahlreiche andere Ritter wechselte er während des Konfliktes von König Heinrich III. mit einer Adelsopposition mehrfach die Seiten. Anfang 1263 unterstützte er Simon de Montfort, 6. Earl of Leicester, den Führer der rebellischen Barone, doch bereits im Sommer 1263 hatte er sich wieder dem Thronfolger Eduard angeschlossen. Der Konflikt zwischen den Baronen und dem König weitete sich zum offenen Krieg der Barone aus. In der Schlacht von Lewes im Mai 1264 kämpfte Le Strange auf der Seite des Königs. Nach der Schlacht wurde er von den siegreichen Baronen unter der Auflage freigelassen, sich vor dem nächsten Parlament zu verantworten. Nach dem Sieg der königlichen Partei 1265 schickte ihn das Parlament im September zusammen mit dem irischen Baron Maurice FitzGerald und einem kleinen Heer nach Wales, um gegen den walisischen Fürsten Llywelyn ap Gruffydd vorzugehen, der im Krieg der Barone die Rebellen unterstützt hatte. Sie wurden jedoch klar von Llywelyn geschlagen und mussten sich zurückziehen.

## Kreuzfahrer im Heiligen Land
1270 überließ er seine Ländereien, darunter Ellesmere in Shropshire, seinem jüngeren Bruder Robert und nahm im Gefolge des Thronfolgers am Siebten Kreuzzug ins Heilige Land teil. Als Prinz Eduard 1272 nach Europa zurückkehrte, blieb Hamo im Königreich Jerusalem. Am 21. März 1272 heiratete er Isabella von Ibelin (* 1252; † 1282/83), Herrin von Beirut, Tochter des Johann II. von Beirut, Witwe von König Hugo II. von Zypern († 1267). Er starb jedoch bereits Ende des Jahres oder Anfang 1273, die Nachricht von seinem Tod wurde Ende April 1273 in England bekannt. Auf dem Totenbett hatte er seine Gattin und die Herrschaft Beirut unter den Schutz des Mamluken-Sultans Baibars I. gestellt. Nach seinem Tod ließ König Hugo III. von Zypern und Jerusalem jedoch Isabella nach Zypern bringen, um sie mit einem Mann seiner Wahl erneut zu verheiraten. Baibars verlangte jedoch vor dem Hochgericht der Insel ihre Freilassung unter Verweis auf den mit Hamo geschlossenen Pakt und bekam Recht. Hugo musste Isabella 1277 die Rückkehr nach Beirut erlauben.
Zurück in Beirut heiratete seine Witwe in dritter Ehe Nicolas l’Aleman († 1277), Titularherr von Caesarea, und nach dessen Tod in vierter Ehe Wilhelm Barlais († 1305/06).